# Akusaari
Akusaari, nordsamiska: Riddo-Áhusuálui, är öar i Finland. De ligger i sjön Enare träsk och i kommunen Enare i den ekonomiska regionen Norra Lappland och landskapet Lappland, i den norra delen av landet, 1 000 km norr om huvudstaden Helsingfors. Arean för den av öarna koordinaterna pekar på är 58,2 hektar och dess största längd är 1,5 kilometer i sydväst-nordöstlig riktning.